# Dan Quinn (football américain)
Pour les articles homonymes, voir Dan Quinn.
Daniel Patrick Quinn, né le 11 septembre 1970 à Morristown au New Jersey, est un entraîneur principal de football américain dans la National Football League (NFL). Il est l'entraîneur principal des Falcons d'Atlanta de 2015 à 2020 et des Commanders de Washington depuis 2024.

## Biographie

### Jeunesse
Il a fait ses études universitaires à l'université Salisbury et a joué au football américain en tant que lineman défensif de 1990 à 1993 pour les Sea Gulls, équipe évoluant en division III. Il a également pratiqué l'athlétisme dans l'épreuve du lancer du marteau durant ses années universitaires.

### Carrière d'entraîneur
Il commence une carrière d'entraîneur en 1994, en occupant le poste d'entraîneur de la ligne défensive chez le Tribe du collège de William et Mary. Il travaille par la suite sous ce même poste chez les Keydets de l'institut militaire de Virginie puis le Pride de l'université Hofstra.
En 2001, il obtient son premier emploi dans la National Football League en tant qu'entraîneur du contrôle de la qualité défensive des 49ers de San Francisco, sous les ordres de Steve Mariucci. En 2003, il est promu entraîneur de la ligne défensive par le nouvel entraîneur principal Dennis Erickson.
Il occupe par la suite le même poste chez les Dolphins de Miami, les Jets de New York puis les Seahawks de Seattle. Chez les Seahawks, il obtient en plus le poste d'assistant entraîneur principal à Pete Carroll. En 2011, il quitte les Seahawks pour l'équipe universitaire des Gators de la Floride en tant que coordinateur défensif et entraîneur de la ligne défensive.
En 2013, il revient chez les Seahawks pour devenir leur coordinateur défensif après le départ de Gus Bradley, devenu entraîneur principal des Jaguars de Jacksonville. Durant cette saison, la défense dirigée par Quinn est une des meilleures de la ligue, en étant l'équipe ayant alloué le moins de points et de yards face à l'attaque adverse. Il aide par la suite les Seahawks à remporter le Super Bowl XLVIII, dans un match où la défense des Seahawks a largement eu le dessus sur l'attaque des Broncos. La saison suivante où la défense des Seahawks figure une fois de plus parmi les meilleures de la ligue, les Seahawks se qualifient pour le Super Bowl une deuxième année consécutive, mais perdent contre les Patriots de la Nouvelle-Angleterre.
Le lendemain de la défaite au Super Bowl XLIX, le 2 février 2015, il est engagé par les Falcons d'Atlanta pour devenir leur entraîneur principal. Les Falcons menés par Quinn commencent très bien la saison en remportant les 5 premiers matchs, mais s'effondrent durant le restant de la saison, et terminent avec un bilan de 8 victoires pour 8 défaites et une exclusion de la phase éliminatoire. 
Durant la saison 2016, son équipe évite les mêmes erreurs que l'année dernière, et terminent la saison régulière avec un bilan de 11 victoires pour 5 défaites, la première place de la division NFC South et un laissez-passer pour le tour de division. Il mène les Falcons aux portes du Super Bowl LI, joué contre les Patriots de la Nouvelle-Angleterre. Malgré une avance de 28 à 3 au troisième quart-temps, son équipe s'effondre durant le quatrième quart-temps et perd le match 34 à 28 en prolongation. 
Il mène de nouveau les Falcons en phase éliminatoire lors de la saison 2017, mais ne se rendent pas plus loin que la saison dernière en perdant au tour de division contre les Eagles de Philadelphie, les futurs vainqueurs du Super Bowl. La saison suivante, les Falcons concluent avec un bilan de 7 victoires pour 9 défaites. Après cette saison, il renvoie son coordinateur défensif Marquand Manuel et prend en charge l'appel des jeux défensifs pour la saison suivante.
Malgré une deuxième exclusion consécutive de la phase éliminatoire en 2019, les Falcons annoncent que Quinn sera de retour pour la saison 2020. Après avoir perdu les cinq premiers de la saison, il est renvoyé par les Falcons le 11 octobre 2020.
En janvier 2021, il est engagé par les Cowboys de Dallas en tant que coordinateur défensif, sous Mike McCarthy. 

## Statistiques comme entraîneur
| Équipe                   | Saison        | Saison régulière | Saison régulière | Saison régulière | Saison régulière | Saison régulière | Phase éliminatoire | Phase éliminatoire | Phase éliminatoire | Phase éliminatoire                                                     |
| Équipe                   | Saison        | G                | P                | N                | % victoires      | Classement       | G                  | P                  | % victoires        | Résultat                                                               |
| ------------------------ | ------------- | ---------------- | ---------------- | ---------------- | ---------------- | ---------------- | ------------------ | ------------------ | ------------------ | ---------------------------------------------------------------------- |
| Falcons d'Atlanta        | 2015          | 8                | 8                | 0                | 50               | 2e NFC Sud       | -                  | -                  | -                  | -                                                                      |
| Falcons d'Atlanta        | 2016          | 11               | 5                | 0                | 68,8             | 1er NFC Sud      | 2                  | 1                  | 66,7               | Défaite contre les Patriots de la Nouvelle-Angleterre au Super Bowl LI |
| Falcons d'Atlanta        | 2017          | 10               | 6                | 0                | 62,5             | 3e NFC Sud       | 1                  | 1                  | 50                 | Défaite contre les Eagles de Philadelphie au tour de division          |
| Falcons d'Atlanta        | 2018          | 7                | 9                | 0                | 43,8             | 2e NFC Sud       | -                  | -                  | -                  | -                                                                      |
| Falcons d'Atlanta        | 2019          | 7                | 9                | 0                | 43,8             | 2e NFC Sud       | -                  | -                  | -                  | -                                                                      |
| Falcons d'Atlanta        | 2020          | 0                | 5                | 0                | 0                | Renvoyé          | -                  | -                  | -                  | -                                                                      |
| Bilan Falcons            | Bilan Falcons | 43               | 42               | 0                | 50,6             |                  | 3                  | 2                  | 60                 |                                                                        |
| Commanders de Washington | 2024          | 12               | 5                | 0                | 70,6             | 2e NFC Est       | 2                  | -                  | -                  | -                                                                      |
| Totaux                   | Totaux        | 43               | 42               | 0                | 50,6             |                  | 3                  | 2                  | 60                 |                                                                        |